# Charlotte Watsford
Charlotte Wastford es uno de los personajes secundarios de la temporada 2 de "H2O - Just Add Water". Es interpretada por Brittany Byrnes.

## Historia en la serie
Charlotte Watsford es la antagonista principal de la temporada dos y la única nieta de Gracie Watsford.
Llega nueva al instituto de Cleo, Lewis, Emma y Rikki al inicio de la temporada. Le gusta la ciencia y el arte, y enseguida se enamora de Lewis.
Cuando más tarde Cleo y él rompen, porque ella necesita espacio tras tener un descontrol de los poderes, Charlotte aprovecha para acercarse a él. Más tarde empiezan una relación.
Su relación con Lewis permite a Charlotte acercarse al secreto de las chicas y más tarde descubrir que su abuela era una sirena. Es sobre todo Max Hamilton, amigo cercano del trío inicial compuesto por Gracie, Louise y Julia, quien le habla de ello.
Charlotte se convierte en una sirena por su propia voluntad y no por accidente yendo al estanque de la Luna en luna llena a posta. Cuando se muestra ante Lewis ni él ni las chicas se lo toman bien, pero deciden ayudarla.
Después de descubrir sus nuevos poderes se siente indudablemente superior como sirena, de modo que los consejos que intentan darle Cleo, Emma y Rikki no le gustan.
Durante el cumpleaños de Lewis, Charlotte encierra a Emma y Cleo para quitársela de en medio y tras sentir el rechazo del trío, enloquece creyendo que, puesto que su abuela era sirena, ella es la única merecedora de ese don.
Prohíbe a Lewis hablar con las chicas, sobre todo con Cleo y posteriormente decide atacarla usando sus poderes. La gana y le quita el colgante, alegando que le pertenecía a su abuela.
Cuando Lewis descubre que Charlotte le ha hecho daño a Cleo, sus sentimientos cambian y él la deja.
Charlotte se enfurece contra Lewis y las chicas. Cuando las chicas la advierten sobre los riesgos de la Luna Llena, ella las ignora y las ataca con sus poderes. 
Intenta engañarlas para que pierdan sus poderes definitivamente usando la Luna Llena Azul, un fenómeno que solo se da cada 50 años y que permitió a Gracie, Julia y Louise (la señorita Chatham) dejar de ser sirenas.
Las chicas llegan a la isla de Mako, donde Charlotte crea una serpiente de 3 cabezas para atacarlas, pero gracias a trabajar en equipo Cleo, Emma y Rikki usan sus poderes combinados para meterla en el estanque justo a tiempo para que la luna se los quite a ella definitivamente.
Antes de irse, devuelve el collar de Cleo a Lewis y le promete no revelar el secreto.

## Poderes de Sirena
En el episodio "Y entonces hubo cuatro", Charlotte va a la isla de Mako durante la luna llena y se mete en el estanque de la Luna convirtiéndose en sirena.
Más tarde, le muestra a Lewis su cola y su reacción no es buena.
Charlotte más tarde encuentra su poder: posee los poderes de las tres, por haber estado sola durante la transformación.
A pesar de que Charlotte se convirtió en sirena en una luna llena normal, también tiene poderes sobre el clima.

## Apariciones
Charlotte apareció en la temporada 2, pero no se introdujo hasta el segundo episodio, después de que las chicas obtuvieron sus poderes avanzados. Charlotte también estuvo ausente en el episodio "Hechizo de luna". Para la tercera temporada, Charlotte no aparece y tampoco se la menciona. 
- Datos: Q17505919